# Parides hahneli
Parides hahneli är en fjärilsart som först beskrevs av Otto Staudinger 1882.  Parides hahneli ingår i släktet Parides och familjen riddarfjärilar. IUCN kategoriserar arten globalt som otillräckligt studerad. Inga underarter finns listade i Catalogue of Life.

## Bildgalleri

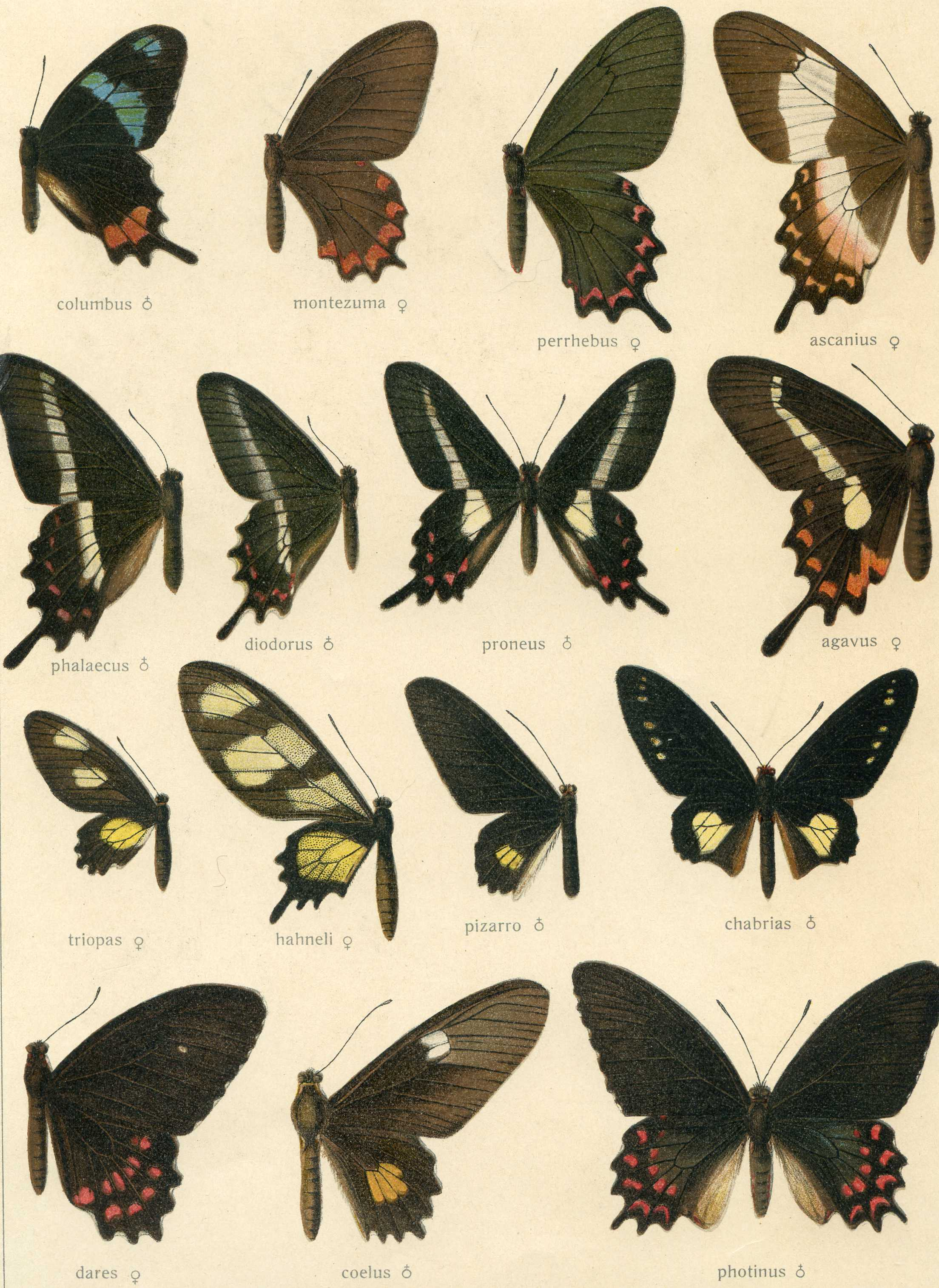
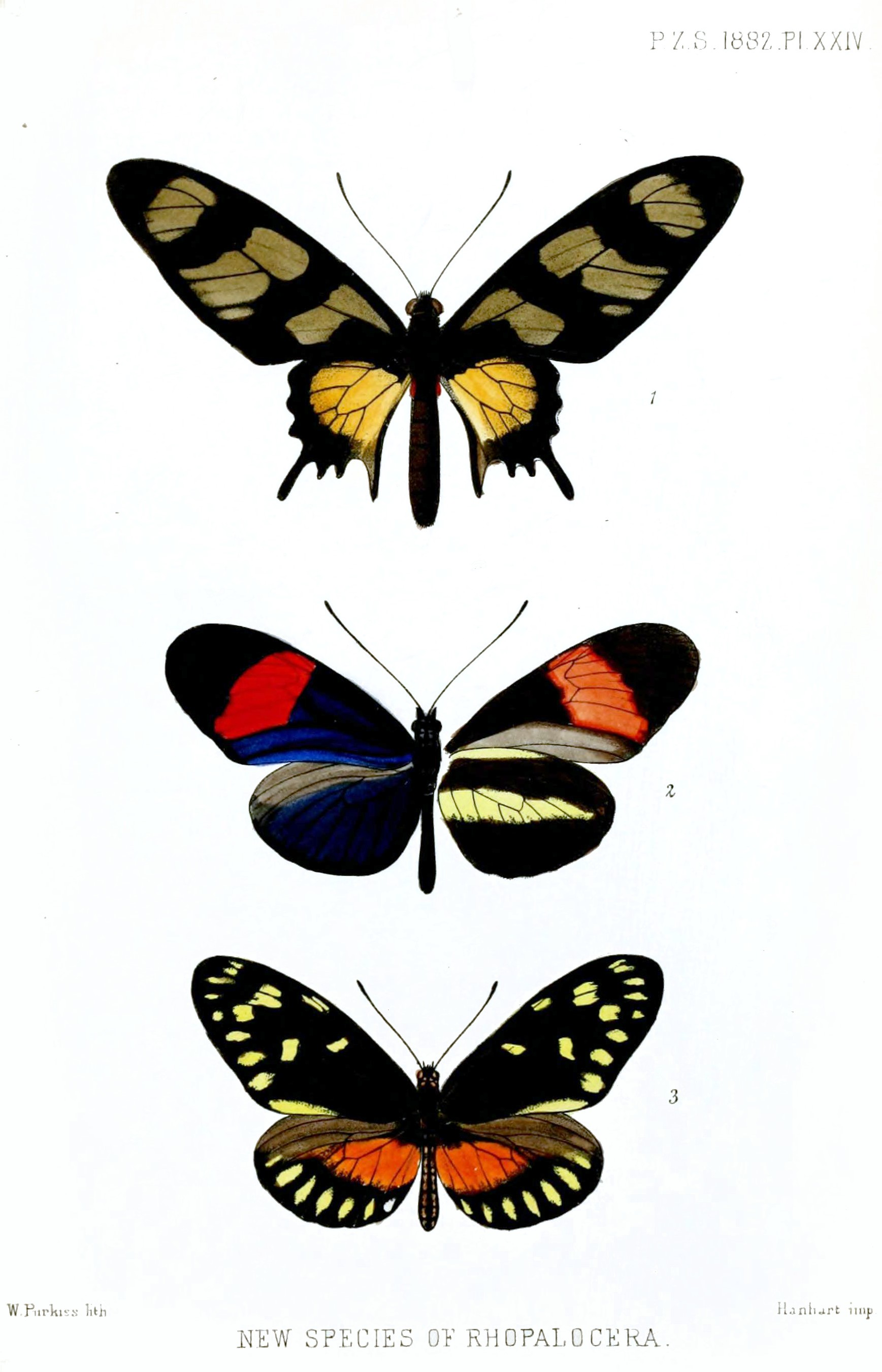